# Обредни хлебови код православних Срба
Обредни хлебови код православних Срба су посебне врста обредних колача који се месе за верске празнике и друге религиозне манифестације. Припрему обредних хлебова могу пратити разна правила и обреди православне цркве, али и уврежени народни обичаји међу верницима. 
Сви обредни хлебови имају одређену магијску улогу и представљају неку врсту жртве које се подносе у циљу плодности усева, берићета, и здравља људи и стоке, и уобичајено је, да се тим поводом, у тесто за обредне хлебове стави новчић, а према локалним обичајима и неки други ситни предмети, зрневље итд.
По народном веровању обредни хлебови поседују и плодоносну моћ, због чега се односе у поља, винограде, дају стоци.

## Историја
Хлеб је, од свог открића и примене, човекова телесна и духовна храна, симбол исхране али и живота. 
Тако је временом он у себи објединио људскост и божанственост. Хлеб је и симбол јединства јер у себи садржи много зрна жита и када се преломи и подели представља заједнички и јединствени живот. Због значаја који је имао за опстанак људи хлеб је врло брзо постао саставни до многих обичајним и религиозних манифестација.
Код православних верника у Србији тако се временом развио обичај мешења обредних хлебова за годишње циклусе празника и за обичаје породичног циклуса. Хлеб је имао важно место у српском обичајној пракси и готово да нема православног или другог обичаја поводом којих се не месе различите врсте обредних хлебова. 
Током времена, обредни хлебови доживљавали су многе трансформације и били изложени различитим утицајима, тако да се данас у Србији они срећу у много различитих облика, назива, мотива и намена.
За божићне празнике припрема се највећи број обредних хлебова: чесница, божићни колач и већи број фигуралних хлебова „закончића“...

## Двострука улога хлеба у народној магији
У народној магији хлебом се успостављала равнотежа између човека и невидљивих сила које су угрожавале његов живот или је он служио као чаробно средство за остваривање људских намера. 
Заштитна функција хлеба
Прва функција хлеба, која је била заштитна, најчешће је остваривана његовим даривањем. У овом случај бићима опасним по човека, најчешће се нуди пресан хлеб, као покушај стварања узајамне везе узимање - давање. Наиме сматрало се се да је довољно да таква бића окусе хлеб  (узимање)  да би одговорила давањем (здравља), чиме се успоставља изгубљени ред и равнотежа. 
Хлеб као чаробно средства
Друга функција хлеба, као чаробног средства за остваривање људских намера, заснивала се на могућности да хлеб може преносити нека својства за која се сматра да делују на онога који дође у додир с њим.

## Врсте обредних хлебова
Поред вина и воде, обредни хлебови су део приношења жртве – у чему је и основни смисао ритуала. За већину празника месе се посебне врсте обредних хлебова хлебови. А начин на који се украшавају садржи одређену симболику. Најчешће заступљене врсте обредних хлебова у Србији, којих по некима има и преко 150 су:

### Божићни обредни хлебови
За божићне празнике припреман је велики број разноврсних обредних хлебова: чесница, божићни колач и већи број фигуралних хлебова „закончића“.  Прављење божићних колача једна је од најважнијих давно устаљених обредних радњи, која се и данас верно одржава. Божићне колаче домаћица обавезно меси рано ујутру на Бадњи дан.
- „Здравље и весеље“, један је од најзначајнијих фигуралних хлебова који су укућани јели за Бадње вече или првог дана Божића за ручак. Улога и значај овог колача у облику векне или погаче, најбоље се види из ритуала његовог печења. Пре него што се стави у пећ, његова горња површина је засецана ножем онолико пута колико је чланова домаћинства. За сваког укућанина, по старешинству, засецан је зарез и изговарало се име онога коме је намењен. Осим тога, када је испечен, овај хлеб су морали да једу сви укућани да би били здрави и весели.

- Чесница је округли обредни хлеб или колач, који је неизоставан део божићног ручка у српској традицији. Припрему чеснице могу пратити разна правила и обреди. Уобичајено је да се у тесто за чесницу стави новчић, а према локалним обичајима и неки други ситни предмети. Чесница се на почетку божићног ручка окрене три пута слева надесно, након чега је сви чланови породице рукама ломе. Вјерује се да ће особа која нађе новчић у свом комаду чеснице бити посебно срећне руке у наредној години.
- На обредном колачу „кућа“ представљени су сви укућани, са једном фигуром више да би било принове, ту су и мачка, пас, огњиште са дрвима.
- Колач „бачва“ користи се за ритуално испијање вина из отвора за чеп, уз благослов за здравље.
- У неким селима меси се „Богу брада“, „тајна вечера“, „краве“, „свиња“, „кола“, „срп“, „чезе“, „њиве“, „трактор“, „лојзе“, „ливаде“, „овчарник“. Имена ових хлебова, као и њихов изглед казују коме су намењени.
- На хлебу намењеном пољу „њива“ централно место заузимају укрштени снопови са фигуром змије, кроз чију главу је провучен клас жита. Овај орнамент срећемо нпр у Алексиначком поморављу, источно од Мораве, сврљишким селима западне зоне, нишким селима северо -источне зоне. Територијално он представља целину и сигурно вуче корене из даље прошлости када је змија поштована као кућно и аграрно божанство, и била „чуварица њива и кућа“.
- Поред наведених обредних хлебова меси се и непаран број кравајчића „ковржања“, „ковржањца“, „гугутки“, намењених покојним прецима, а деле се по комшилуку сутрадан, након Божића.
- „Богу колач“ меси, мање-више свака кућа. То је иначе први хлеб који се меси. У неким селима га зову и „Бог“. Он се прави од две укрштене осмице, као тачка или једноставније, од два већа колача, што асоцира на „свастику“. Он се негде зове и божији колач.[6]

Током времена, Божићни обредни хлебови доживљавали су многе трансформације и били изложени различитим утицајима. Зато се данас у разним крајевима Србије среће много различитих облика, назива и мотива обредних хлебова, који имају и различиту намену.

### Ускршњи обредни хлебови
За Ускрс, поред бојења јаја, меси се и одређен број обредних хлебова:
- Велики ускршњи колач је округлог уплетеног облика са јајетом у средини, које може бити необојено или обојено црвеном бојом.
- Хлеб јајченица је колач мањих димензија обично кружног облика, и на горњој површини има утиснуто јаје. Ови хлебови деле се за Ускрс укућанима или заједно са обојеним јајима носе родбини.

### Младенчићи
Младенци су православни празник са много обичаја у српском народу. Младенци су посвећени успомени на страдање Светих четрдесет војника, који су 320. године, за време цара Ликинија прешли у хришћанство, упркос изричитој царевој забрани. Овај празник је у црквеном календару обележен црним словом.
На овај дан жене устају рано и месе четрдесет колачића, који се називају Младенчићи, и симболизују дуг, срећан и сладак живот. Зато се Младенчићи премазују медом. 
Младенце тога дана прослављају супружници у првој години брака, који су се венчали после 22. марта претходне године. На тај дан младенци у свој дом примају госте, који им доносе поклоне, а младе домаћице показују своје умеће и спретност. Домаћице младенце нуде деци и свима који дођу у кућу пре подневним сатима.

### Славски обредни хлебови
Славски обредни хлеб традиционални је српски колач, који се меси за крсну славу. Обичај је да домаћица испече колач који затим свештеник освешта, залије црвеним вином и ломи сваком присутном члану породице по комад пре ручка.
Славски колач је симбол тела Исуса Христоса, а вино којим се колач прелива представља његову крв. Зато се на средини колача, као и на четири места по ободу, ставља печат са словима ИС ХС НИ КА (на ћирилици) што је грчка скраћеница од „Исус Христос побеђује“.

### Обредни породични хлебови
Догађаји који су се сматрали посебно важним у животу сваког човека или његове породице - рођење, склапање брака и смрт - праћени су одређеним обичајима у којима су обредни хлебови имали важну улогу. Најчешће врсте обредних породичних хлебова у Србији су:
Повојница и поступаоноица
За новорођено дете меси се обредни хлеб „повојница“ а за прве дететове кораке хлеб „поступаоница“.
Свадбени обредни хлебови
Ова врста хлебова меси се неколико дана пре свадбе и различито се украшава у појединим областима Србије. Најзаступљенији су:
- Сватовска погача— обредни хлеб који меси свекрва од најбољег брашна, украшава украсима од теста и даје сватовима који иду по младу.
- Свадбени хлеб - саборник — обредни је хлеб који се меси код младине и младожењине куће, посебно. Једни су од најукрашенијих и најлепших обредних хлебова који се украшавају цвећем, јабукама, биљем и гранчицом са птичицама. Увек се припремају два – један за младожењу, други намењен млади. Једино се разликују што са младиних грана птице симболично одлећу, јер она одлази у нови дом, док на младожењиној слећу јер у његову кућу стиже нови члан.

Поскурице и крсници
- Поскурице или задушнице су обредни хлебови који се припремају се за Задушнице. То су мали хлебови на којима је утиснут хришћански симбол крст са словима ИС ХС НИ КА (Исус Христос побеђује). Они се деле за душу покојника.
- Крсници су хлебови у облику крста, и они се месе заједно са поскурицом, и имају исту намену.